# Polska Siła Zbrojna

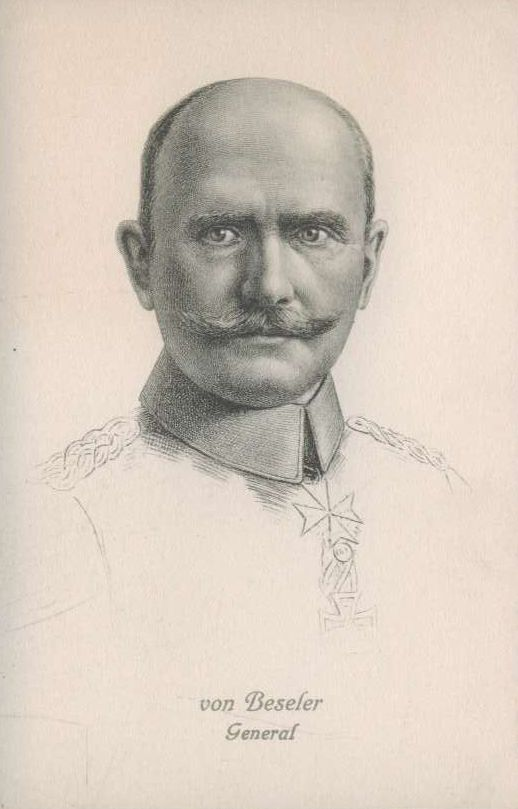
Wódz naczelny Polnische Wehrmacht, generał-gubernator warszawski Hans Hartwig von Beseler

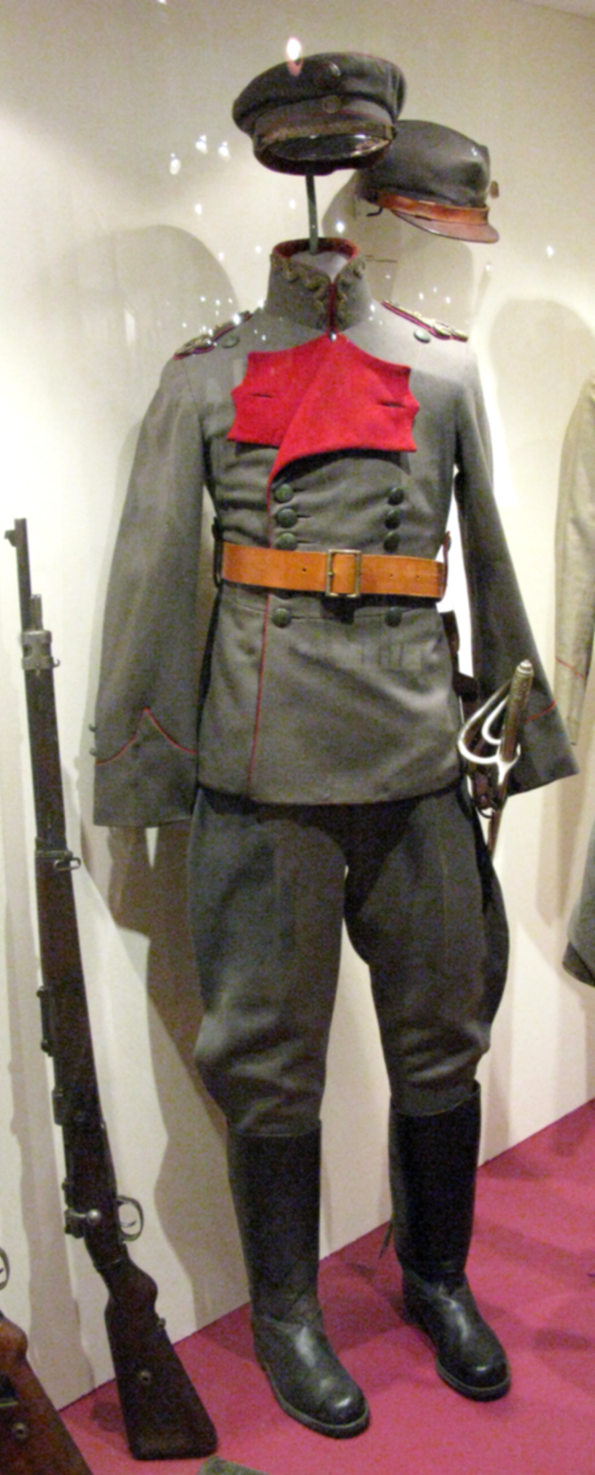
Mundur porucznika Polskiej Siły Zbrojnej

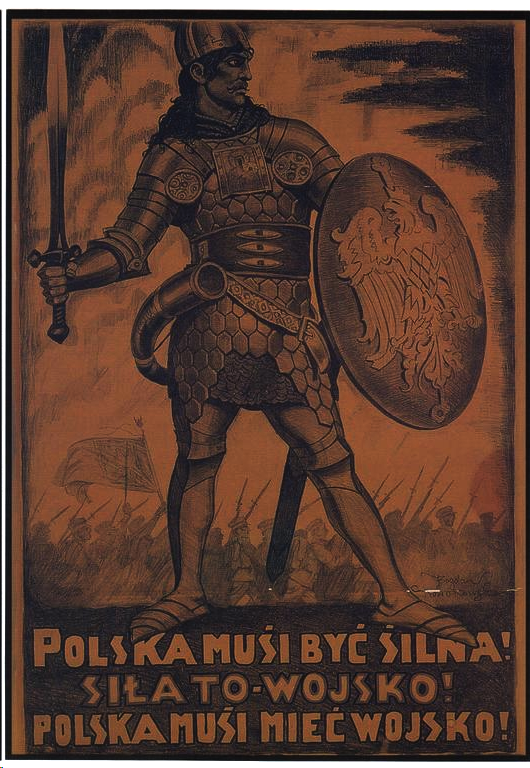
Plakat werbunkowy do Polskiej Siły Zbrojnej autorstwa Bogdana Bartłomieja Nowakowskiego z 1918 roku

Polska Siła Zbrojna (niem. Polnische Wehrmacht) – siły zbrojne Królestwa Polskiego aktu 5 listopada w okresie od 10 kwietnia 1917 r., kiedy to Austro-Węgry przekazały Polski Korpus Posiłkowy pod rozkazy Generalnego Gubernatora Warszawskiego Hansa Hartwiga von Beselera, do 13 października 1918 r., kiedy zaprzysiężono Wojsko Polskie na wierność Radzie Regencyjnej.

## Organizacja

### Naczelny dowódca
Naczelnym dowódcą Polskiej Siły Zbrojnej był gen. Hans Hartwig von Beseler, Generalny Gubernator Warszawski. Aparatem pomocniczym naczelnego dowódcy PSZ były Wydział do Spraw PSZ (niem. Abteilung für Polnische Wehrmacht), mający charakter sztabu głównego, oraz Inspektorat Wyszkolenia przy Wodzu Naczelnym PSZ.

### Inspektorat Wyszkolenia

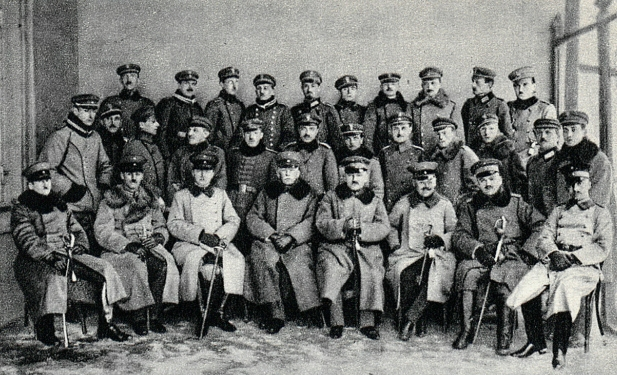
Absolwenci kursu wojennego oficerów Sztabu Generalnego z generałem Felixem von Barthem, 1917 r.

Na czele Inspektoratu Wyszkolenia, w okresie od 23 kwietnia 1917 r. do 19 października 1918 r., stał generał piechoty Felix von Barth. Szef Inspektoratu Wyszkolenia faktycznie był bezpośrednim dowódcą PSZ.
Organizacja i obsada personalna obowiązująca od 15 stycznia 1918
- inspektor – gen. piech. Felix von Barth
- oficer do szczególnych poruczeń – płk Marian Januszajtis-Żegota
- adiutant Jego Ekscelencji – por. Köhler
- c. i k. oficer łącznikowy – kpt. SG Rudolf Towarek
- Registratura: pchor. Bilczewski i sierż. Górzyński
- Oddział Ia – mjr Franciszek Kleeberg
- Oddział Ib – kpt. Zygmunt Dzwonkowski
- Oddział IIa – kpt. Stefan Iwanowski
- Oddział IIb – por. Juliusz Leski
- Oddział IIIa – radca sądu wojennego Wawrowski, kpt. Dąbrowski i asystent Witkowski
- Oddział IIIb – radca sądu wojennego Katke, kpt. Wacław Ostyk-Syrewicz i zastępca urzędnika Hinkel
- Oddział IVa – ppor. rach. Stanisław Fromowicz i płatnik Baranowski
- Oddział IVb – mjr lek. Edward Loth
- Oddział IVd – ks. kapelan Władysław Antosz
- Oddział D – mjr Stanisław Taczak

Inspektorowi wyszkolenia podlegały także:
- Inspektorat kursów wyszkolenia,
- Inspektorat szkół piechoty,
- Inspektorat Zaciągu,
- Polska żandarmeria polowa,
- Polski zakład karny,
- Oficer placu i stacja zborna w Warszawie,
- Kompania garnizonowa w Warszawie[5].

W 1917 r. w Warszawie odbył się kurs wojenny oficerów Sztabu Generalnego.

#### Inspektorat Szkół Piechoty
Dowódca – ppłk Leon Berbecki. Inspektorat Szkół Piechoty nadzorował:
- istniejącą od 25 sierpnia 1917 r. Szkołę Podchorążych, kierowaną przez kpt. Mariana Kukiela,
- Szkołę Podoficerską, kierowaną przez kpt. Mieczysława Mozdyniewicza.

#### Inspektorat Kursów Wyszkolenia
Dowódca – płk Henryk Minkiewicz. Inspektorat Kursów Wyszkolenia nadzorował działalność:
- Kursów Wyszkolenia Piechoty nr 1, 2, 3 w Ostrowi Mazowieckiej,
- Kursu Wyszkolenia nr 4 w Zambrowie,
- Kursu Wyszkolenia Artylerii w Garwolinie,
- Kursu Wyszkolenia Kawalerii w Mińsku Mazowieckim,
- Kursu Wyszkolenia Saperów w Modlinie,
- Kursu Wyszkolenia Taborów[6].

Obóz Ćwiczeń w Zambrowie został utworzony z personelu Krajowego Inspektoratu Zaciągu. Początkowo dowództwo Kursów Wyszkolenia stanowili wyłącznie oficerowie niemieccy. Zgodnie z rozporządzeniem gen. Beselera z dnia 26 września 1917 r. zastępcami komendantów kursów zostali oficerowie polscy.

#### Inspektorat Zaciągu
Rozporządzeniem z 15 marca 1917 r. generalny gubernator warszawski powołał Krajowy Inspektorat Zaciągu do Wojska
Polskiego (KIZ). Zwierzchnictwo na Inspektoratem zostało powierzone płk. Władysławowi Sikorskiemu, a jego zastępcą został kpt. Michał Wyrostek. Do pracy w KIZ skierowano 2945 legionistów.
Dotychczasowe inspektoraty werbunkowe byłego Departamentu Wojskowego Naczelnego Komitetu Narodowego zostały przekształcone w Główne Urzędy Zaciągu (GUZ). Urzędom tym którym podlegały 73 Powiatowe Urzędy Zaciągu oraz 400 Biur Zgłoszeń. GUZ powstały w 17 miastach – tj. w Warszawie, Łukowie, Siedlcach, Łomży, Mławie, Płocku, Włocławku, Grodzisku, Łodzi, Kaliszu, Częstochowie, Piotrkowie, Kielcach, Radomiu, Dąbrowie Górniczej, Lublinie i Zamościu.
Do maja 1917 r. KIZ zarejestrował 4093 ochotników. Do przeglądu zarządzonego w tymże miesiącu przez generalnego gubernatora warszawskiego stawiło się 2899 ochotników, z których 2132 uznano za zdolnych do noszenia broni. Część zgłaszających się była zwalniana z przeglądu, jeśli przystąpienie do niego uzależniała od ogłoszenia odezwy werbunkowej przez Tymczasową Radę Stanu. Na posiedzeniu Rady w dniu 8 czerwca 1917 r. Józef Piłsudski podał, że z dwóch tysięcy zdolnych do służby faktycznie do wojska wstąpiło 1300 osób, z czego 400 takich, które przekradły się z Litwy. W dniu 6 czerwca 1917 r. gen. Beseler zdecydował o zwinięciu powyższego aparatu werbunkowego, pozostawiając jego szkieletowy personel w liczbie 125 żołnierzy pod dowództwem płk. Sikorskiego, jako Obóz Ćwiczeń w Zambrowie.

#### Żandarmeria
Żandarmeria Polskiej Siły Zbrojnej wywodziła się z żandarmerii Legionów Polskich. Organizacyjnie żandarmeria określona została jako Ekspozytura Żandarmerii Polowej Wojska Polskiego, zaś od lutego 1918 r. podlegała Dowództwu Polskiej Żandarmerii Polowej. W październiku 1918 r. żandarmeria polowa stanowiła także obsadę Zakładu karnego.

### Brygada piechoty
Po naciskach Rady Regencyjnej z kwietnia 1918 r. niemieckie władze okupacyjne zgodziły się na stopniową rozbudowę PSZ. I tak 1 maja 1918 r. Inspektorat Kursów Wyszkolenia został przemianowany na Dowództwo Brygady Piechoty, zaś w skład utworzonej I Brygady Piechoty weszły dwa pułki piechoty, a w listopadzie 1918 r. sformowany został trzeci z pułków. Organizacja tej jednostki była następująca:
- dowódca brygady – płk Henryk Minkiewicz (do 29.XI.1918 r.), następnie płk Leon Berbecki,
- 1 pułk piechoty – mjr Karol Udałowski,
- 2 pułk piechoty – mjr Ferdynand Zarzycki,
- 3 pułk piechoty – ppłk Karol Blok.

W wyniku powyższych zmian przekształcono również:
- Kurs Wyszkolenia Kawalerii – na szwadron kawalerii pod dowództwem rotmistrza Juliusza Kleeberga
- Kurs Wyszkolenia Artylerii – na baterię artylerii liczącą 6 dział pod dowództwem porucznika Stefana Mazurkiewicza
- Kurs Wyszkolenia Taborów – na szwadron taborów[10]
- Kurs Wyszkolenia Saperów w 1 kompanię saperów 1 Brygady pod dowództwem kapitana Romana Ciborowskiego[11].

W ramach PSZ działał Sąd Inspektoratu Wyszkolenia PSZ, później przemianowany na Sąd Wojenny Wojsk Polskich w Warszawie (24 kwietnia 1918 r. powołano osobny dla PSZ sąd wojskowy, na czele którego stanął płk Minkiewicz, sąd ten zlikwidowano 14 stycznia 1919 r.).
Funkcję naczelnego kapelana rzymskokatolickiego PSZ pełnił ks. dziekan Jan Pajkert.

## Liczebność
W dniu 10 kwietnia 1917 r. do dyspozycji niemieckich władz okupacyjnych przekazany został Polski Korpus Posiłkowy, liczący prawie 21 tys. żołnierzy. Sprowokowany przez Józefa Piłsudskiego kryzys przysięgowy 9 lipca 1917 spowodował internowanie pochodzących z Królestwa 15 tys. legionistów oraz odesłanie 3 tys. pochodzących z Galicji legionistów na front włoski. Pozostałości Polskiego Korpusu Posiłkowego – głównie II Brygada – po złożeniu przysięgi zostały przekazane dowództwu austro-węgierskiemu. Po kryzysie przysięgowym Polska Siła Zbrojna liczyła 2775 żołnierzy. Do 19 października 1918 r. liczba ta zwiększyła się do 9 tys..

## Znaczenie

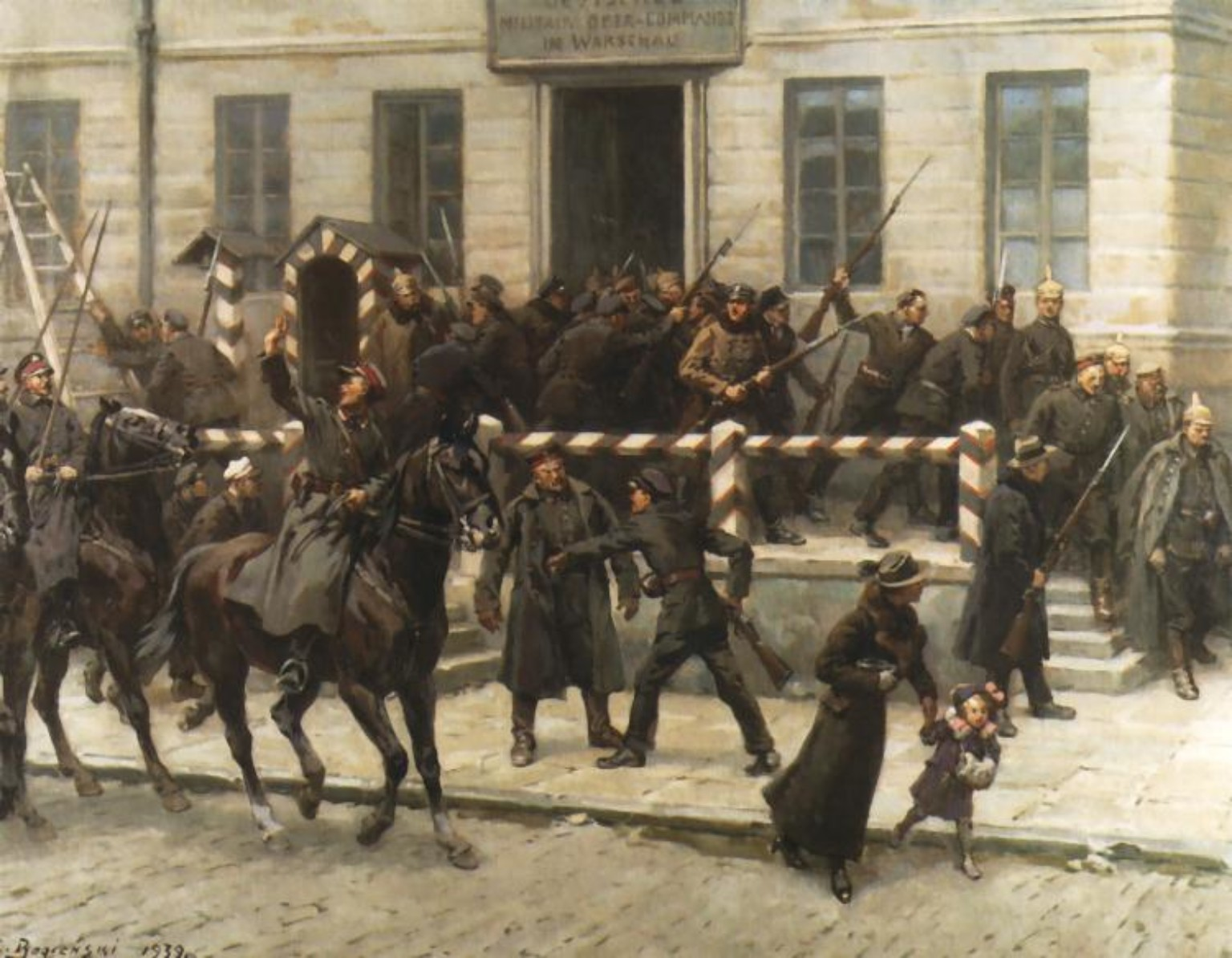
Rozbrajanie Niemców przed Główną Komendą na placu Saskim w Warszawie (obraz Stanisława Bagieńskiego)

Polska Siła Zbrojna, pomimo niewielkiej liczebności, odegrała istotną rolę w przygotowaniu kadr Wojska Polskiego. O znaczeniu tej formacji decydował fakt, że posiadała zalążki wszystkich rodzajów broni, a także opracowane regulaminy oraz materiał kadrowy. Po przeprowadzeniu mobilizacji, tworzone Wojsko Polskie było w stanie wystawić z dawnych oddziałów PSZ kilka wielkich jednostek. Żołnierze tej formacji odegrali też istotną rolę przy rozbrajaniu oddziałów niemieckich w Warszawie w listopadzie 1918 r.